# Культура Египта

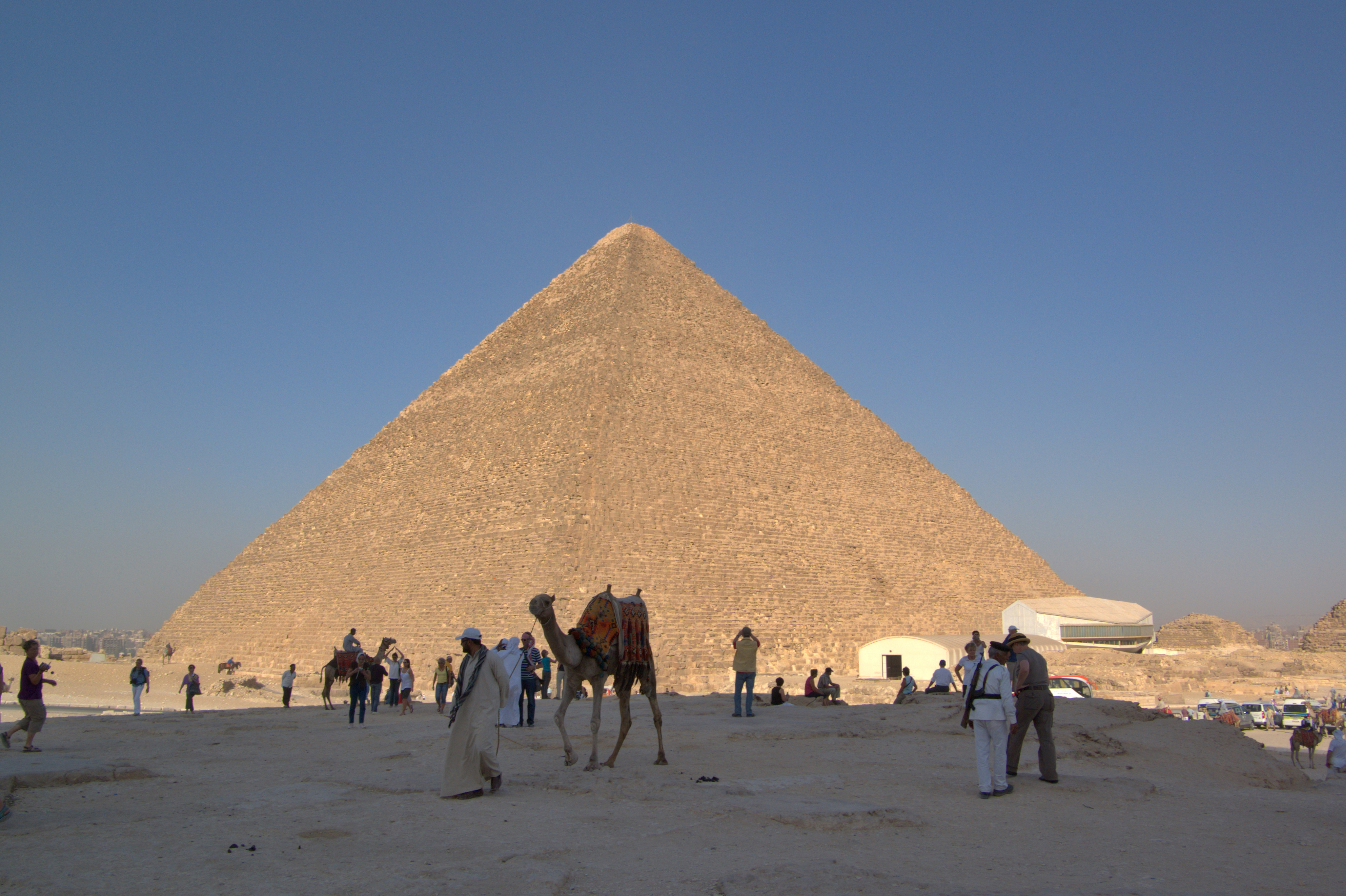
Пирамида Хеопса

Культура Египта — представляет собой совокупность культурных традиций государства Египет и народов, населяющих его территорию.

## Крупнейшие города
- Каир — столица Египта.
- Александрия — главный порт страны.
- Эль-Гиза — в настоящее время является частью Каира.
- Луксор — известен своими древними памятниками.
- Порт-Саид — важный портовый город.
- Асуан — расположен на юге страны, известен своими природными и историческими достопримечательностями.

## Язык
Разговорным языком в Египте является один из арабских диалектов (а точнее, несколько диалектов при особой роли каирского диалекта), официальным — так называемый «высокий» («литературный», «стандартный») арабский.
Египетский диалект играет на сегодняшний день весьма заметную роль в культуре арабского мира. В Египте развита кинематография, египетские фильмы популярны как среди арабской аудитории по всему миру. При этом диалоги в фильмах, а зачастую и авторское повествование, ведутся именно на египетском диалекте.
Помимо кинематографа, в Египте существуют средства массовой информации, использующие египетский диалект: это газеты, региональные телеканалы и радиостанции.
Кроме того, в Египте существуют культурные и политические общественные организации, целью которых является популяризация египетского диалекта. Так, некоторые статьи в Википедии могут быть написаны как на литературном арабском языке (العربية), так и на египетском диалекте (مصرية).
Египетский диалект считается одним из диалектов, наиболее приближенных к литературному языку. Арабов Египта, как правило, понимают и арабы других стран. Тогда как арабов Магриба, к примеру, совершенно не понимают жители Персидского залива (иногда это взаимно).
Египетский диалект также имеет внутренние разновидности. Значительно отличается между собой речь жителей Верхнего и Нижнего Египта, а также диалекты горожан и сельских жителей. В Каире также существует свой диалект, с господствующими позициями внутри культурной жизни страны.

## Обычаи повседневной жизни
Мусульманская вера определяет ритм жизни египтян. Например, пять раз в день муэдзин через громкоговоритель созывает верующих на молитву.

## Религия
Большинство населения Египта исповедует ислам суннитского толка. Однако история христианства в Египте также имеет глубокие корни. Христианское население страны представлено преимущественно Коптской православной церковью. Отношения между христианами и мусульманами в Египте в целом дружелюбные, хотя иногда возникают конфликты, связанные с деятельностью радикальных приверженцев обеих конфессий.
Тем не менее, Египет не является ортодоксальной мусульманской страной. В магазинах можно найти алкоголь, женщинам разрешено управлять транспортными средствами, а до прихода к власти «Братьев-мусульман» правительство страны и вовсе было представлено либо светской властью, либо умеренными суннитами.

## Праздники
- 1 января: Новый год.
- 25 апреля: День освобождения Синайского полуострова (в Октябрьской войне 1973 г.).
- 1 мая: День Труда.
- 18 июня: День освобождения от британского владычества.
- 23 июля: День Революции 1953 г.
- 6 октября: Национальный праздник — годовщина войны Судного дня (День перехода Суэцкого канала в руки египтян).
- К официальным праздникам следует добавить мусульманские (Новый год, рождение Пророка и др.) и коптские.

## Кухня
Традиционная египетская кухня отличается простотой и сытностью. Блюда готовятся из свежих овощей и фруктов, приправленных ароматными специями. Кухня юга Египта ближе к североафриканской и более острая, чем кухня севера, однако ни одна из них не отличается чрезмерной жгучестью. Одним из национальных и самых любимых блюд египтян является фул медемес — блюдо из бобов, обжаренных на мендальном масле.
Свинина в Египте находится под запретом, но баранина широко распространена. Её жарят на гриле, тушат с овощами, из фарша делают всевозможные блюда.
Хамам-макши — ещё одно национальное блюдо, представляющее собой голубя, фаршированного рисом со специями и зажаренного на углях.
Особым лакомством египетской кухни считается жаренная на гриле рыба с помидорами и сладким зелёным перцем.
На десерт подают мененас — булочки с начинкой из фиников, миндаля, фисташек и корицы, в тесто которых добавляют воду, настоянную на цветах апельсина. Фатир — блинчики с самой разной начинкой — от яиц, до абрикосов.
Ещё одним традиционным десертом является Ом Али — запеченый пирог, в состав которого могут входить различные лакомства, такие как кокосовая стружка, корица, фисташки и другие ингредиенты.

## Искусство

### Декоративно-прикладное искусство
Египетская керамика весьма разнообразна и делится в целом на два вида: глиняная и фаянсовая. Глиняная посуда известна в Египте с начала неолита. Изделия из фаянса — одно из достижений художественных ремёсел Египта. Уже со времен I династии существуют фаянсовые бусы и маленькие круглые игорные столики. Кроме декоративных элементов архитектуры египтяне изготовляли из фаянса самые разнообразные изделия: ожерелья, канопы, статуэтки для погребений, сосуды для благовоний, кубки и чаши.
Позволительно считать египтян первыми производителями стекла. Для изделий из стекла характерна гармоничность форм, однородность материала, красота, свежесть и яркость красок. Египтяне никогда не стремились добиться прозрачности материала.
Ювелирное дело и изготовление украшений также принадлежали к числу художественных ремёсел, в которых египтяне достигли высокого совершенства. Царские нагрудные украшения — типичные произведения египетского искусства. В классический период истории Египта ювелиры достигли виртуозного совершенства в технике, которое никогда впоследствии не было превзойдено. Так, например, они были замечательными чеканщиками и умели добиваться в 20 раз более тонкого слоя металла, чем самый тонкий, которого добиваются в наши дни. Они применяли литьё, формовку, паяние, ковку. Для насечения орнамента использовалась насечка, гравировка, золочение штамповкой, тиснение, инкрустация, зернь, травление, окраска.
Из дерева египтяне делали в основном только мебель.
Основным текстильным сырьём был лён.

### Скульптура
Скульптура в Египте появилась в связи с религиозными требованиями и развивалась в зависимости от них. Глаза часто инкрустировали бронзой и камнями. Тела статуй делали преувеличенно мощными и развитыми, сообщая статуе торжественную приподнятость. Статуи создавали в гробницы. Также они играли большую роль в архитектурном оформлении храмов: окаймляли дороги, ведущие в храм, стояли у пилонов, во дворах и во внутренних помещениях. Статуи, имевшие большую архитектурно-декоративную нагрузку, отличались от чисто культовых. Их делали крупных размеров, трактовали обобщенно.

### Архитектура
Египет богат своей архитектурой. Много мест в этой стране причислено к Мировому наследию ЮНЕСКО. Со времен древнего мира сохранились руины древнего города Мемфиса и его кладбища, расположенного к югу от Каира, рядом с ним пирамиды Гиза; город и захоронения в Фивах в Верхнем Египте, деревни Карнак и Луксор; и ряд других древнейших памятников Египта. Старый город Каир часто называют «Исламский Каир» — он переполнен мечетями, Исламскими учебными заведениями, банями и фонтанами. В Александрии и Каире можно увидеть большое количество особняков, гостиниц, выполненных в европейском стиле. Западное влияние также отразилось и на общественных зданиях — например, здание египетского Музея в Каире. В 2002 году на месте древней Александрийской библиотеки была открыта Библиотека Александрина.

### Музыка, театр и кино
Многие египетские деятели культуры учились за границей: так, один из пионеров египетского музыкального театра Жорж Абьяд окончил Парижскую консерваторию. Вместе с Саламой Хигази они поставили множество мюзиклов: «Аль-Хаким Биамриллах», «Египет», «Сердце женщины» и другие.
Египетская столица Каир является ведущим центром производства арабской кинопродукции и современной арабской музыки.

## Современная литература
До потрясений в арабском мире существовала поговорка: «Египет пишет, Ливан публикует, Ирак читает». История литературы современного Египта насчитывает целый ряд талантливых прозаиков, драматургов и поэтов. Особенно следует выделить Нагиба Махфуза (лауреат Нобелевской премии по литературе), Аля аль-Асуани (автор нашумевшего бестселлера «Дом Якобяна» 2003 года выпуска), Хасана Тауфика, Мухаммада Хусейна Гейкеля (Хайкала), Луи Авада и других.
Самая большая библиотека в Египте — Национальная библиотека и архив.